# Edgar Douglas Adrian
Edgar Douglas Adrian (Hampstead, 1889. november 30. – Cambridge, 1977. augusztus 4.) angol orvos, fiziológus. 1932-ben Charles Sherringtonnal közösen orvostudományi Nobel-díjban részesült "az idegsejtek funkcióit illető felfedezéseiért".

## Élete
Edgar Adrian 1889. november 30-án született a Londonhoz tartozó Hampsteadben. Apja, Alfred Douglas Adrian az önkormányzati felügyelet jogtanácsosa volt, anyja pedig Flora Lavinia Adrian (lánykori nevén Barton). Edgar a londoni Westminster Schoolba járt iskolába, majd 1908-ban beiratkozott a Cambridge-i Egyetemen a Trinity College-ba. Az egyetemen orvostudományt és élettant tanult; 1911-ben baccalarium artium, 1915-ben pedig orvosdoktori fokozatot szerzett. 1913-ban elnyerte a Trinity College ösztöndíját az idegek "mindent vagy semmit" elméletéért.
Orvosi gyakorlatát a londoni St. Bartholomew's Hospitalban végezte, az első világháború idején az idegrendszeri problémákkal (pl. harctéri sokk) küzdő katonákat gyógyította. 1919-ben visszatért Cambridge-be, ahol idegélettant adott elő. 1923-ban a Royal Society tagjává választották. 1937-ben a Cambridge-i Egyetem élettanprofesszora lett, egészen 1951-ig, amikor őt választották a Trinity College vezetőjévé. 1967–1975 között ő volt az egyetem kancellárja.

## Tudományos munkássága
Adrian Keith Lucas irányítása alatt kezdte kutatói pályafutását, aki a mozgatóidegek elektromos impulzusait tanulmányozta. Lucas az első  világháború idején pilótaként harcolt és egy légibalesetben életét vesztette, Adrian pedig 1919-ben átvette a laboratóriumát. Korábbi közös ötletüket Adrian valósította meg és az elektromos impulzusokat katódsugárcsővel felerősítve mérte, így akár 5000-szeres erősítést is képes volt elérni. Egy béka kipreparált izmát ingerelve a hozzá vezető idegen mérni tudta a különböző frekvenciájú, rendszeres idegimpulzusokat.
1925-ben kezdte el az érzékszervek idegeinek tanulmányozását. Egy ízben egy béka szemének idegimpulzusait vizsgálva rájött, hogy az impulzusok akkor jelennek meg, ha a szem látókörébe lép. 1928-ban megjelent cikkében közölte, hogy a békabőr receptorához csatlakozó idegen adott stimulusra először nagy impulzus fut át, de a stimulus ismétlésével az ingerület erőssége fokozatosan csökken.
Adrian a bőr fájdalomérzékelő receptorainak feltérképezésével és az általuk agyba küldött jelek érzékelésével foglalkozott. Kimutatta, hogy az egyes testrészek érzékelésének adott területek felelnek meg az agykérgen és ezek nagysága egyenesen arányos az érzőreceptorok sűrűségével a testrészen. Az emberben és a majomban az arc és kéz területe nagy az agyban, míg a ló esetében az orrlyukakból érkező információ feldolgozásán akkora darab agykéreg dolgozik, mint a test többi részén együttvéve; a disznónál pedig a tapintási érzőidegek szinte teljesen az orra korlátozódnak.

## Díjai, elismerései
- Munkásságáért 1932-ben Charles Sherringtonnal együtt orvostudományi Nobel-díjjal tüntették ki.
- 1950 és 1955 között a Royal Society elnöke, 1960 és 1962 között pedig a Royal Society of Medicin elnöke volt.
- Kitüntették a francia Becsületrend lovagi fokozatával
- Kurátora volt a Rockefeller Intézetnek.
- 1955-ben II. Erzsébet királynő Cambridge bárójává ütötte és tagja lett a Lordok Házának.

## Családja
Edgar Adrian 1923-ban feleségül vette Hester Agnes Pinsent-t, a híres filozófus, David Hume leszármazottját. Előbb egy lányuk (Anne Pinsent), 1927-ben pedig ikreik (Richard Hume és Jennet) születtek. Adrian lelkes sportember volt, jól vívott, hegyet mászott és vitorlázott, érdeklődött a művészetek iránt.
Edgar Douglas Adrian 1977. augusztus 4-én halt meg Cambridge-ben, 87 éves korában.